# 奥莉加·格拉夫
奥莉加·鲍里索芙娜·格拉夫（俄語：Ольга Борисовна Граф，1983年7月15日—），俄罗斯女子速度滑冰运动员，2014年冬季奥林匹克运动会女子3000米和女子团体追逐赛铜牌得主、2015年世界单程距离速度滑冰锦标赛女子团体追逐赛铜牌得主、2016年世界单程距离速度滑冰锦标赛女子团体追逐赛铜牌得主、2017年世界单程距离速度滑冰锦标赛女子团体追逐赛铜牌得主。